# ارستفلد
ارستفیلد (به لاتین: Erstfeld) یک بخش در سوئیس است که در کانتون اوری واقع شده‌است.